# هدسون (تكساس)
هدسون (بالإنجليزية: Hudson, Texas)‏ هي مدينة تقع بولاية تكساس في شمال شرق الولايات المتحدة. تبلغ مساحة هذه المدينة 13.2 (كم²)، وترتفع عن سطح البحر 102 م، بلغ عدد سكانها 4731 نسمة في عام 2010 حسب إحصاء مكتب تعداد الولايات المتحدة وتصل الكثافة السكانية فيها 359.9 نسمة/كم2.

## التركيبة السكانية
حدّد مكتب تعداد الولايات المتحدة بيانات التركيبة السكانية لهدسون في تعداد الولايات المتحدة. في ما يلي، التركيبة السكانية حسب تعدادي 2000 و2010.

### تعداد عام 2000
بلغ عدد سكان هدسون 3,792 نسمة بحسب تعداد عام 2000، وبلغ عدد الأسر 1,288 أسرة وعدد العائلات 1,014 عائلة مقيمة في المدينة. في حين سجلت الكثافة السكانية 286.6 نسمة لكل كيلومتر مربع (742.3/ميل2). وبلغ عدد الوحدات السكنية 1,390 وحدة بمتوسط كثافة قدره 105.1 لكل كيلومتر مربع (272.2/ميل2).
وتوزع التركيب العرقي للمدينة بنسبة 83.91% من البيض و3.96% من الأمريكيين الأفارقة و0.21% من الأمريكيين الأصليين و0.29% من الأمريكيين ذوي الأصول الآسيوية و9.81% من الأعراق الأخرى و1.82% من عرقين مختلطين أو أكثر و17.06% من الهسبانيون أو اللاتينيون من أي عرق.
بلغ عدد الأسر 1,288 أسرة كانت نسبة 49.5% منها لديها أطفال تحت سن الثامنة عشر تعيش معهم، وبلغت نسبة الأزواج القاطنين مع بعضهم البعض 59.6% من أصل المجموع الكلي للأسر، ونسبة 12.9% من الأسر كان لديها معيلات من الإناث دون وجود شريك،  بينما كانت نسبة 6.2% من الأسر لديها معيلون من الذكور دون وجود شريكة وكانت نسبة 21.3% من غير العائلات. تألفت نسبة 17.8% من أصل جميع الأسر من عدة أفراد يعيشون في نفس المنزل ونسبة 6.2% كانت تتألف من شخص يعيش بمفرده يبلغ من العمر 65 عاماً أو أكثر. وبلغ متوسط حجم الأسرة المعيشية 2.94، أما متوسط حجم العائلات فبلغ 3.30.
بلغ العمر الوسطي للسكان 30.2 عاماً. وكانت نسبة 31.3% من القاطنين تحت سن الثامنة عشر، وكانت نسبة 10.5% بين الثامنة عشر والرابعة والعشرين عاماً، ونسبة 30.5% كانت واقعةً في الفئة العمرية ما بين الخامسة والعشرين والرابعة والأربعين عاماً، ونسبة 20% كانت ما بين الخامسة والأربعين والرابعة والستين، ونسبة 7.5% كانت ضمن فئة الخامسة والستين عاماً فما فوق. يوجد لكل 100 أنثى 99.5 ذكر، ويوجد لكل 100 أنثى في الثامنة عشر من عمرها فما فوق 95.0 ذكر.
بلغ متوسط دخل الأسرة في المدينة 33,511 دولارًا، أما متوسط دخل العائلة فبلغ 37,292 دولارًا. وكان متوسط دخل الذكور 26,935 دولارًا مقابل 19,722 دولارًا للإناث. وسجل دخل الفرد الخاص بالمدينة 13,798 دولارًا. وكانت نسبة 12.1% من العائلات ونسبة 13.3% من السكان تحت خط الفقر، وكان من هؤلاء نسبة 16.6% تحت سن الثامنة عشر ونسبة 15.5% في الخامسة والستين من العمر وما فوق.

### تعداد عام 2010
بلغ عدد سكان هدسون 4,731 نسمة بحسب تعداد عام 2010، وبلغ عدد الأسر 1,597 أسرة وعدد العائلات 1,232 عائلة مقيمة في المدينة. في حين سجلت الكثافة السكانية 357.6 نسمة لكل كيلومتر مربع (926.2/ميل2). وبلغ عدد الوحدات السكنية 1,710 وحدة بمتوسط كثافة قدره 129.3 لكل كيلومتر مربع (334.9/ميل2).
وتوزع التركيب العرقي للمدينة بنسبة 77.78% من البيض و5.43% من الأمريكيين الأفارقة و1.06% من الأمريكيين الأصليين و1.16% من الأمريكيين ذوي الأصول الآسيوية و0.04% من سكان جزر المحيط الهادئ و12.64% من الأعراق الأخرى و1.88% من عرقين مختلطين أو أكثر و23.34% من الهسبانيون أو اللاتينيون من أي عرق.
بلغ عدد الأسر 1,597 أسرة كانت نسبة 48.5% منها لديها أطفال تحت سن الثامنة عشر تعيش معهم، وبلغت نسبة الأزواج القاطنين مع بعضهم البعض 53% من أصل المجموع الكلي للأسر، ونسبة 18.3% من الأسر كان لديها معيلات من الإناث دون وجود شريك،  بينما كانت نسبة 5.8% من الأسر لديها معيلون من الذكور دون وجود شريكة وكانت نسبة 22.9% من غير العائلات. تألفت نسبة 19.2% من أصل جميع الأسر من عدة أفراد يعيشون في نفس المنزل ونسبة 8.7% كانت تتألف من شخص يعيش بمفرده يبلغ من العمر 65 عاماً أو أكثر. وبلغ متوسط حجم الأسرة المعيشية 2.95، أما متوسط حجم العائلات فبلغ 3.36.
بلغ العمر الوسطي للسكان 31.0 عاماً. وكانت نسبة 32.3% من القاطنين تحت سن الثامنة عشر، وكانت نسبة 9.2% بين الثامنة عشر والرابعة والعشرين عاماً، ونسبة 29% كانت واقعةً في الفئة العمرية ما بين الخامسة والعشرين والرابعة والأربعين عاماً، ونسبة 19.8% كانت ما بين الخامسة والأربعين والرابعة والستين، ونسبة 9.7% كانت ضمن فئة الخامسة والستين عاماً فما فوق. وتوزع التركيب الجنسي للسكان بنسبة 47.9% ذكور و52.1% إناث.

## وصلات خارجية
- The US50 - Cities and Towns in Texas State